# Geschichte Korsikas
Die Geschichte Korsikas umfasst die Entwicklungen auf der Insel Korsika von der Urgeschichte bis zur Gegenwart.

## Vorgeschichte

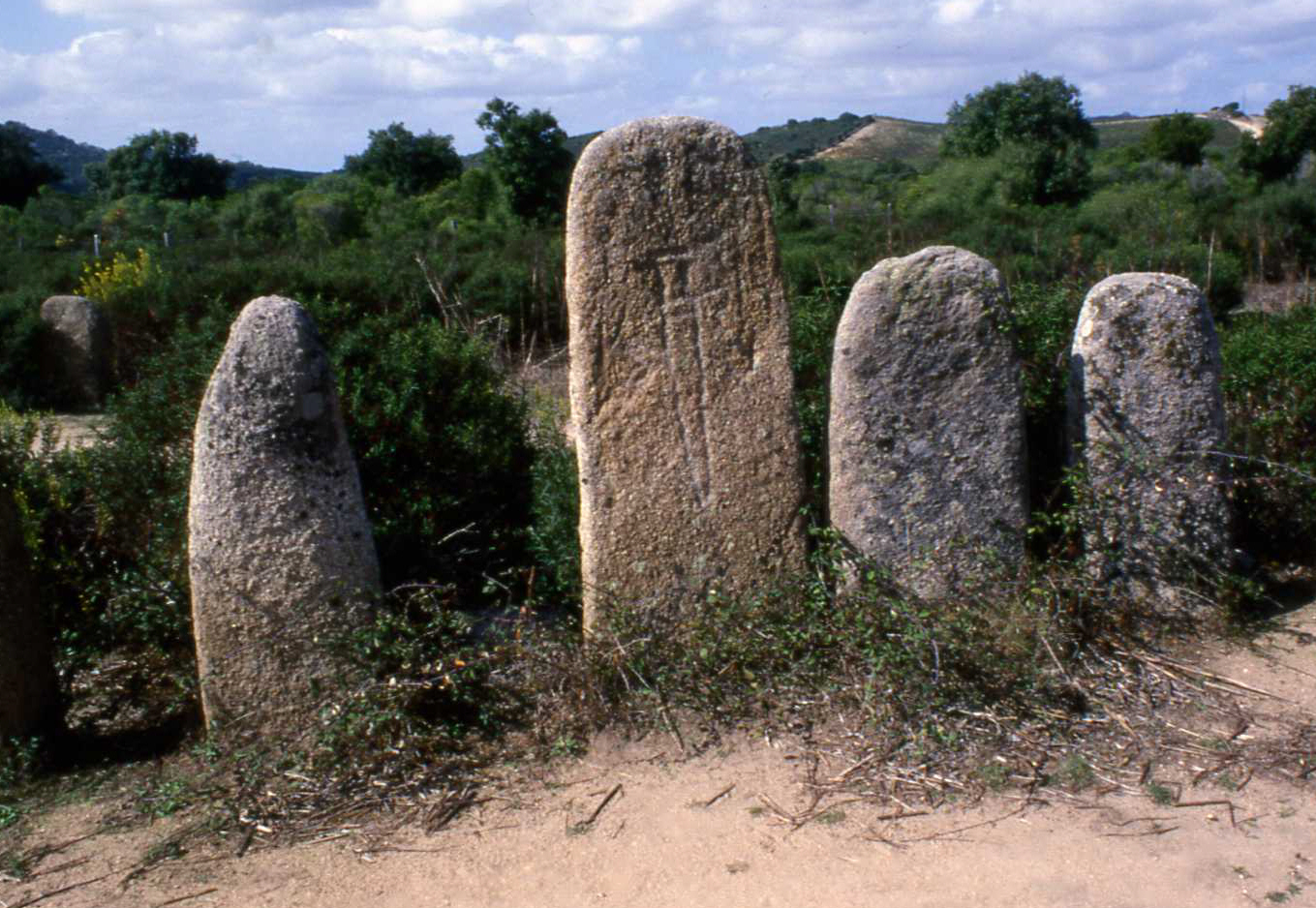
Die Steinreihen von Palaggiu auch als Campu dei Morti (Friedhof) bezeichnet

Über die Kulturen, die ab etwa 6000 v. Chr. (ältestes ggf. noch präneolithisches Datum, 6570 v. Chr. die Dame von Bonifacio) die Insel Korsika prägten, ist wenig bekannt. Einzig in Filitosa und bei Terrina (ab 2600 v. Chr. Kupferverarbeitung der Terrinien-Kultur) wurden Überreste der Kulturepochen gefunden, sie lassen Rückschlüsse auf deren Abfolge zu. Ab etwa 1800 v. Chr. wurden die Megalithkulturen von der Torre-Kultur überlagert. Aus der Tatsache, dass die Statuenmenhire oftmals zerschlagen und in den Bauten der Torreaner als Baumaterial verwendet wurden, schloss der Archäologe Roger Grosjean, dass dieser Übergang zwischen den Kulturen nicht friedlich vonstattenging.
Vorgeschichtliche torreanische Plätze: Alo-Bisucce, Araggiu, Balestra, Ceccia, Capula, Cucuruzzu, Filitosa, Foce, Palaggiu, Stantari, Tappa und Torre.

## Antike

Italien im 6. Jahrhundert v. Chr.

Die frühesten geschichtlichen Einwohner Korsikas waren wahrscheinlich Ligurer. Die Phokäer aus Ionien waren das erste geschichtliche Volk, das hier Siedlungen gründete. Um 560 v. Chr. wurde die Stadt Alalia gegründet. Gegen Ende des 6. Jahrhunderts unterlagen sie jedoch den mit den Karthagern verbündeten Etruskern, die nach ihrer Entmachtung durch die Römer wiederum von den Karthagern verdrängt wurden.
Letzteren folgten die Römer, die zur Zeit des Ersten Punischen Kriegs hier Fuß fassen konnten, aber sich erst Mitte des 2. Jahrhunderts v. Chr. niederließen. Sowohl Marius als auch Sulla gründeten Kolonien – die erste 104 v. Chr. in Mariana (bei Lucciana), die zweite 88 v. Chr. in Aleria. In den ersten Jahrhunderten der christlichen Epoche bildete Korsika eine der senatorischen Provinzen des Reichs. Obwohl es in ständigen Handelsbeziehungen mit dem italienischen Festland stand, war die abgelegene und verarmte Insel eher als Verbannungsort für politische Häftlinge bekannt. Einer der berühmtesten von ihnen war Seneca der Jüngere, der bis 49 n. Chr. acht Jahre hier verbrachte.
Während des Zusammenbruchs des Römischen Reichs im Westen war der Besitz Korsikas für eine Weile zwischen den Vandalen und den gotischen Verbündeten der römischen Kaiser umstritten. 469 machte sich Geiserich schließlich zum Herrn über die Insel. 65 Jahre lang behielten die Vandalen die Herrschaft; die korsischen Wälder lieferten das Holz für die Flotten, mit denen sie das Mittelmeer terrorisierten. Nachdem Belisar die Macht der Vandalen in Africa zum Einsturz gebracht hatte, eroberte sein Leutnant Cyril Korsika (536).

## Mittelalter

### Ostrom, Franken, Sarazenen

Italien um 751

Nun wurde es unter dem Exarchat von Karthago Teil des oströmischen Reiches und sah gelegentliche Überfälle durch die Langobarden. Überdies kamen im Jahre 713 das erste Mal Muslime von der Nordküste Afrikas auf die Insel. Korsika blieb nominell dem byzantinischen Reich zugeordnet, bis sich Karl der Große nach seinem Sieg gegen die Langobarden (774) an die Eroberung der Insel machte, die nun an die Franken kam.
Ab 806 fielen spanische Mauren und afrikanische Sarazenen auf Korsika ein. Sie besetzten seit 810 weite Küstenstriche und vertrieben die Bewohner Alerias und Marianas. Eine Gestalt der frühen Gegenwehr war Ugo Colonna (auch Ugo della Colonna), der die Mauren bei Aleria und den Maurenherrscher Nugalon bei Mariana schlug. Noch heute erinnern u. a. die korsischen Ortsnamen Campo dei Mori, Campomoro, Morosaglia und Morsiglia an die Zeit der Mauren. Bonifatius II. von Lucca (788–847; ital. Bonifacio), von 828 bis 834 Markgraf von Tuscia (Tuscien) und Präfekt von Korsika, verteidigte 833 die Insel erfolgreich gegen sarazenische Angriffe.
Mehr als 200 Jahre litten die Insulaner unter deren Schreckensherrschaft. Aus diesem Grunde zog sich der größte Teil der Korsen ins unzugängliche Inselinnere zurück. Damit wurde die sich bereits zur Römerzeit angedeutete Aufteilung der Insel verstärkt. Die Korsen lebten abgesondert von der mediterranen Welt in den Bergen, während sich die Fremdherrscher der Küstenzonen bemächtigten. Das Wappen der Insel stammt aus jener Zeit und soll an die Vertreibung der Sarazenen im 11. Jahrhundert erinnern.
Nach der Vertreibung der Sarazenen bildete sich auf Korsika ein Feudalwesen verschiedener Herren aus Ligurien und der Toskana unter der nominellen Oberherrschaft der lombardischen Malaspina. Die neuen Herren teilten das Land unter sich auf, bauten Burgen auf den Höhen und tyrannisierten das Volk. Neben den mächtigen »Signori« versuchten die kleinen »Centiluomini« ihre Macht auszudehnen. Es kam zu blutigen Fehden, Kampf und vollkommene Anarchie waren für Jahrhunderte die Folge.
Ein erster Versuch der Korsen, in Morosaglia eine Volksherrschaft mit Parlament zu bilden (1358), war von kurzer Dauer. Sambucuccio d’Alando (gest. um 1370) eroberte die Mitte der Insel, bis auf das Cap Corse im Norden und die Terra dei Signori im Süden. Dabei führte er eine Art Kollektivierung von Eigentum durch. Nach seinem Tod kamen die Signori wieder an die Macht.
Aber trotz aller Bemühungen scheinen die Muslime im Besitz eines Teils der Insel geblieben zu sein. Berengar II., König Italiens, machte sich zum Herrscher über die Insel, und nach seiner Absetzung durch Otto den Großen wurde sie ein Zufluchtsort für seinen Sohn Adalbert, dem es gelang, die Insel zu halten und sie an seinen Sohn weiterzugeben, einem weiteren Adalbert. Letzterer wurde von den Truppen Ottos II. besiegt, und Korsika erneut an die Markgrafschaft Tuscien angeschlossen, von dem Adalbert einen Teil der Insel als Lehen bekam.

### Entstehung der Terra di Comune
Die Periode feudaler Anarchie begann nun, wobei unbedeutende Feudalherren darauf aus waren, ihre jeweiligen Gebiete auszudehnen. Besonders die Grafen von Cinarca, die von Adalbert abstammen sollen, zielten darauf ab, ihre Oberherrschaft über die ganze Insel herzustellen. Um dieser und anderen Ambitionen entgegenzuwirken, wurde im 11. Jahrhundert eine Art nationaler Landtag gehalten, und Sambucuccio, Herr von Alando, stellte sich an die Spitze einer Bewegung, die darin resultierte, dass die Feudalherren auf weniger als die südliche Hälfte der Insel beschränkt wurden, und in dem übrigen Teil, der künftig Terra di Comune genannt wurde, eine Art Republik aus autonomen Gemeinden gegründet wurde.
Dieses System, das bis zur Französischen Revolution überlebte, wird folgendermaßen von Jacobi beschrieben. Jede Gemeinde nominierte eine Zahl Ratsmitglieder, die unter der Leitung eines Podestà mit der Rechtspflege beauftragt waren. Die Podestà aus allen wahlberechtigten Bezirken wählten ein Mitglied des obersten Rats, der mit dem Beschließen von Gesetzen und Verordnungen für die Terra di Comune beauftragt war. Dieser Rat oder Magistrat wurde nach der Anzahl der Bezirke, die an der Nominierung teilhatten, die Zwölf genannt. Schließlich wählten die Väter der Kommune in jedem Bezirk einen Magistrat, der unter dem Namen caporale mit der Interessenvertretung der Armen und Schwachen betraut war.
Inzwischen blieb der Süden unter der Herrschaft der Grafen von Cinarca, während im Norden feudale Barone im Vorgebirge von Cap Corso ihre Unabhängigkeit aufrechterhielten. Interne Fehden setzten sich fort; Wilhelm, Markgraf von Massa, aus der Familie, die später als Malaspina bekannt wurde, wurde von den Kommunen eingeschaltet (1020), vertrieb die Grafen von Cinarca, rief die Barone zur Ordnung, und gründete in Harmonie mit den Kommunen ein Herrschaftsgebiet, das er an seinen Sohn weiterreichen konnte.

### Belehnung an Pisa
Gegen Ende des 11. Jahrhunderts erhoben jedoch die Päpste aufgrund der Schenkung Karls des Großen Anspruch auf die Insel, obwohl der fränkische Eroberer allenfalls die Rückgabe des Kirchenlands versprochen hatte. Der korsische Klerus unterstützte den Anspruch, und 1077 erklärten sich die Korsen in Anwesenheit des apostolischen Legaten Landolfo, Bischofs von Pisa, zu Untertanen des Heiligen Stuhls. Papst Gregor VII. verlieh daraufhin die Insel dem Bischof und seinen Nachfolgern. Die Belehnung wurde 1190 von Urban II. bestätigt und in ein Zugeständnis voller Souveränität erweitert.
Die Pisaner nahmen die Insel feierlich in Besitz, und ihre judices nahmen den Platz der päpstlichen Legaten ein. Wie zuvor die Vandalen schätzten auch die Republik Pisa Korsika als unerschöpfliches Materiallager für ihre Flotte. Korsika erblühte unter der aufgeklärten Herrschaft der großen Handelsrepublik.

### Konflikt zwischen Pisa und Genua
Gründe für Uneinigkeit blieben freilich zur Genüge. Die korsischen Bischöfe bereuten ihre Unterwerfung unter den Pisaner Erzbischof; die Genuesen intrigierten in Rom, um eine Rücknahme des päpstlichen Geschenks an ihre Rivalen zu erreichen, mit denen sie um die Oberherrschaft auf See stritten.
Die folgenden Päpste folgten in dieser Hinsicht widersprüchlichen Strategien. 1138 teilte Innozenz II. als Kompromiss die kirchliche Gerichtsbarkeit der Insel zwischen den Erzbischöfen von Pisa und Genua. Dies gab den Genuesen großen Einfluss auf Korsika, und der Konkurrenzkampf zwischen Pisanern und Genuesen sprang auf die Insel über. Erst 1195 konnte Genua wirklich in dem Land Fuß fassen, indem es das Piratennest Bonifacio eroberte, das dem Handel beider Republiken nachstellte. Zwanzig Jahre lang kämpften die Pisaner darum, die Festung für sich selbst zu gewinnen, bis 1217 der Papst die Sache damit beilegte, dass er sie in seine eigenen Hände nahm.
Während des 13. Jahrhunderts ging der Kampf zwischen Pisa und Genua weiter und bildete auf der Insel die Fehde zwischen Ghibellinen und Guelfen ab, die sich in Italien abspielte. Um der ruinösen Anarchie ein Ende zu setzen, zogen die Oberhäupter der Terra di Comune den Markgrafen Isnard Malaspina hinzu; die Pisaner setzten noch einmal den Grafen von Cinarca ein. Der Krieg zwischen Markgraf, den Pisanern und den Genuesen zog sich mit wechselndem Glück dahin, weil es keinem gelang, die Vorherrschaft zu erlangen.

### Korsika geht an Genua
Am 4. April 1297 trug Papst Bonifatius VIII. noch zu den Komplikationen bei, indem er König Jakob II. von Aragon mit Korsika und Sardinien belehnte. Mit langer Verzögerung griffen die Aragonesen 1325 Sardinien an und unterwarfen es, mit dem Resultat, dass die Pisaner mit ihrer zerschlagenen Seemacht sich nicht mehr in Korsika halten konnten. Eine erneute Phase der Anarchie folgte, bis 1347 eine große Versammlung der caporali und Barone entschied, Genua die Oberhoheit über die Insel anzubieten. Ein regelmäßiger Tribut sollte an die Republik gezahlt werden; die Korsen sollten ihre Gesetze und Gebräuche unter dem Rat der Zwölf im Norden und einem Rat der Sechs im Süden bewahren können; korsische Interessen sollten in Genua durch einen orator vertreten werden.
Die Genueser Herrschaft begann unter schlechten Vorzeichen, denn der Schwarze Tod tötete rund zwei Drittel der Bevölkerung. Sie sollte der Insel keinen Frieden bringen. Die Genueser Feudalbarone des Südens ähnlich wie die erblichen caporali des Nordens widersetzten sich der Autorität des Genueser Statthalters. König Peter von Aragon machte sich ihre Fehden dazu zunutze, seine Ansprüche wieder anzumelden. 1372 machte sich Arrigo, Graf von La Rocca, mit der Hilfe von Aragoneser Truppen zum Herrn der Insel. Aber gerade sein Erfolg brachte die Barone von Cap Corso gegen ihn auf, die sich erneut an Genua wandten.
Die Republik, die mit anderen Problemen beschäftigt war, ließ sich auf den glücklosen Notbehelf ein, die Statthalterschaft der Insel einer Gesellschaft aus fünf Personen zu übertragen, die Maona genannt wurde. Sie versuchten durch eine Partnerschaft mit Arrigo della Rocca die Ordnung wiederherzustellen, was verheerende Folgen hatte. 1380 gaben vier der Statthalter der Maona ihre Rechte an die Genueser Republik zurück, und Leonello Lomellino blieb als einziger Statthalter zurück. Er war es, der 1383 Bastia an der Nordküste bauen ließ, das das Bollwerk Genuas auf der Insel wurde. Erst 1401, nach dem Tod Graf Arrigos, wurde die Genueser Herrschaft vorübergehend wiederhergestellt.
Damals wurden die Giovannali, eine mitunter den Katharern zugeordnete franziskanische Sekte in der Region von l'Alta Rocca, nach ca. 50-jährigem Bestehen gewaltsam zerschlagen.

### Aragon

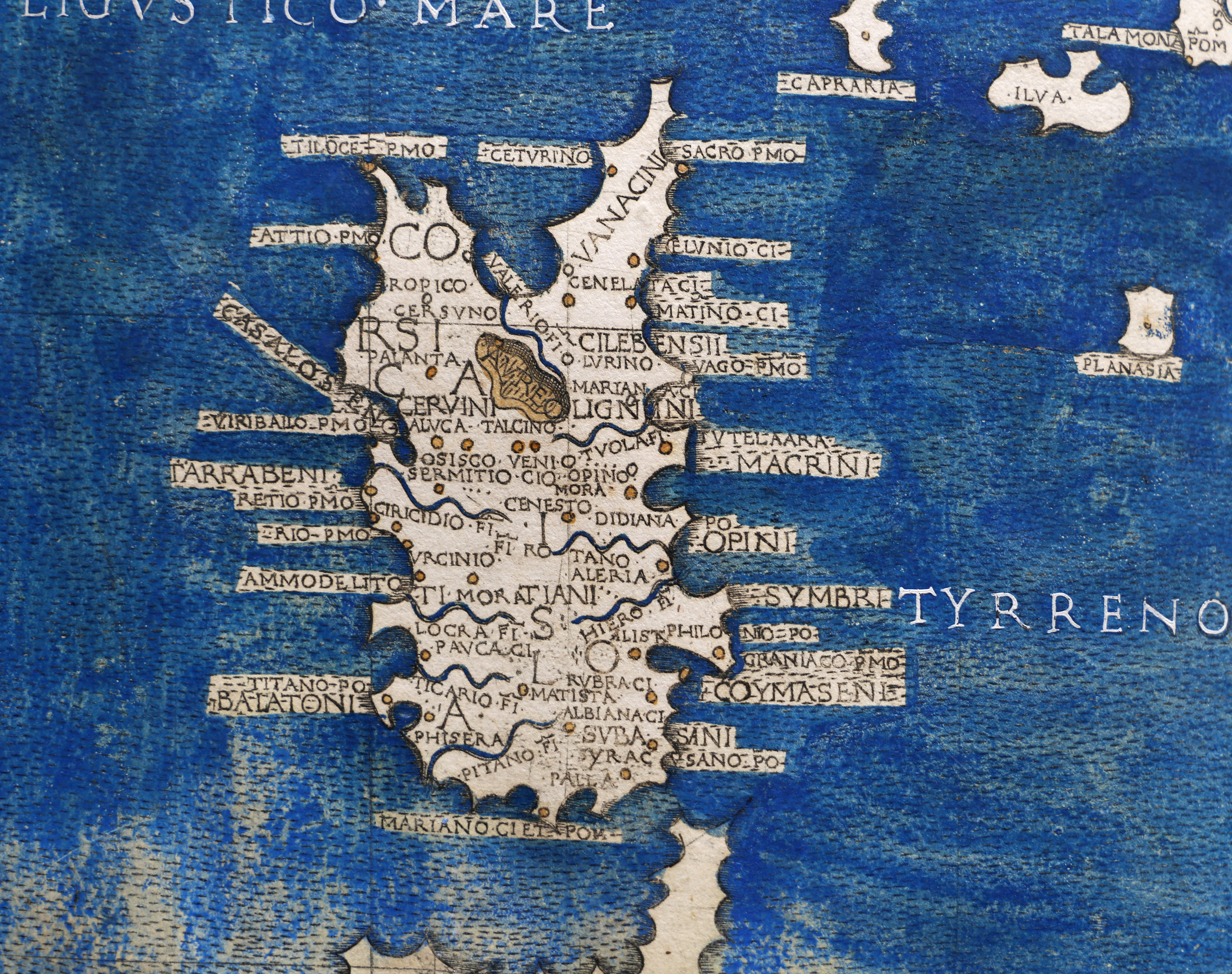
Korsikas um 1482

In der Zwischenzeit war Genua selbst in die Hände der Franzosen gefallen, und 1407 kehrte Leonello Lomellino mit dem von Karl VI. von Frankreich verliehenen Titel eines Grafen von Corsia als Gouverneur zurück. Aber Vincentello d'Istria, der sich im Dienst des Königs von Aragon verdient gemacht hatte, hatte Cinarca erobert, scharte um sich alle Kommunen der Terra di Comune, rief sich selbst in Biguglia zum Grafen von Corsica aus und nahm sogar Bastia ein. Lomellino war nicht in der Lage, gegen ihn zu bestehen, und um 1410 war Korsika, mit der Ausnahme Bonifacios und Calvis, an Genua verloren, das jetzt wieder unabhängig von Frankreich war.
Eine Fehde Vincentellos mit dem Bischof von Mariana führte jedoch zum Verlust seiner Autorität in den Terra di Comune. Er war gezwungen, in Spanien nach Hilfe zu suchen, und während seiner Abwesenheit konnten die Genuesen das Land zurückerobern. Allerdings nicht für lange Zeit – das große Schisma war eine zu offensichtliche Gelegenheit für Streit, als dass man sie hätte versäumen können. Die Weihbischöfe in Genua kämpften für Benedikt XIII., die in Pisa für Johannes XXIII.; und als Vincentello mit einer Aragoneser Truppe zurückkehrte, konnte er in den unruhigen Wassern mit Gewinn fischen. Er nahm mühelos Cinarca und Ajaccio ein, kam mit den Pisaner Bischöfen zu einer Einigung, meisterte die Terra di Comune und baute eine starke Burg in Corte. Um 1419 waren die Genueser Besitzungen in Korsika wieder auf Calvi und Bonifacio zusammengeschrumpft.
In diesem kritischen Augenblick erschien Alfonso von Aragon mit einer großen Flotte, um die Insel in Besitz zu nehmen. Calvi fiel an ihn, aber Bonifacio hielt sich. Sein Widerstand gab den über die aragonesische Tyrannei empörten Korsen Zeit, eine Revolte zu organisieren. Am Ende wurde die Belagerung Bonifacios aufgehoben, und die in ihren Privilegien bestätigte Stadt wurde praktisch eine unabhängige Republik unter Genueser Schutz. Was Vincentello angeht, er hielt sich noch eine Weile, aber schließlich erhob sich das Land gegen ihn. 1435 wurde er von den Genuesen, die ihn zufällig im Hafen von Bastia gefangen genommen hatten, als Rebell hingerichtet.
Die Anarchie ging weiter, während rivalisierende Parteien, nominell Anhänger der Aragonesen und der Genuesen, um die Vorherrschaft stritten. Diesmal nutzte der Genueser Doge Janus da Fregoso die Situation aus, um die Insel zu unterwerfen, wobei seine Artillerie gegen das Heer des Grafen Paolo della Rocca leichtes Spiel hatte (1441). Um seine Herrschaft zu festigen, baute und befestigte er eine neue Stadt, San Fiorenzo, in der Nähe der Ruinen von Nebbio. Aber die Aragonesen intervenierten wieder, und die Anarchie erreichte ihren Höhepunkt. Ein Appell an Papst Eugen IV. resultierte in der Absendung einer päpstlichen Armee aus 14.000 Männern (1444), die durch ein Bündnis einiger der caporali und der meisten Barone unter der unerschrockenen Führung von Rinuccio da Leca völlig vernichtet wurde.
Ein zweiter Feldzug war erfolgreicher, und Rinuccio wurde getötet. 1447 wurde Eugen auf dem Papstthron von dem Genuesen Nikolaus V. nachgefolgt, der seine Rechte an Korsika unverzüglich an Genua überschrieb. Die Insel war nun effektiv geteilt zwischen: der Genueser Republik; den Herren von Cinarca, die ihre Ländereien im Süden unter der nominellen Oberherrschaft von Aragon hielten; und Galeazzo da Campo Fregoso, der an der Spitze der Terra di Comune stand.

### Banca di San Giorgio
Eine Versammlung der Häupter der Terra di Comune entschied nun, die Regierung der Insel der Bank Casa di San Giorgio anzubieten, einer einflussreichen kaufmännischen Gesellschaft, die im 14. Jahrhundert in Genua gegründet worden war. Die Bank sagte zu, die Spanier wurden aus dem Land vertrieben und eine Regierung organisiert. Aber die Bank geriet bald in Konflikt mit den Baronen und begann einen Vernichtungskrieg gegen sie. Ihr Widerstand wurde schließlich 1460 gebrochen, und die Überlebenden nahmen in der Toskana Zuflucht. Aber die Ordnung war kaum wiederhergestellt worden, als der Genuese Tommasinoda Campo Fregoso, dessen Mutter Korsin war, die Ansprüche seiner Familie wieder aufgriff und es ihm gelang, das Innere der Insel in den Griff zu bekommen (1462).
Zwei Jahre später stürzte der Mailänder Herzog Francesco Sforza die Fregoso-Familie in Genua und machte seine Ansprüche auf Korsika geltend. Sein Leutnant zwang die Insel ohne Schwierigkeit, die Oberherrschaft des Herzogs von Mailand zu akzeptieren. Aber als Francesco Sforza 1466 starb, brach ein Streit aus, und die Mailänder Oberhoheit wurde – außer in den Küstenstädten – rein nominell. Schließlich überzeugte Tommasino da Campo Fregoso 1484 den Herzog von Mailand, ihm die Regierung der Insel zuzusprechen. Die befestigten Orte wurden ihm übergeben; er kam durch eine Ehe in Beziehung zu Gian Paolo da Leca, dem mächtigsten der Barone, und stand bald an der Spitze der Insel.

Italien um 1494

Innerhalb von drei Jahren liefen die Korsen wieder Sturm. Ein Abkömmling der Malaspinas, der einmal in Korsika geherrscht hatte, Jacopo IV. (d'Appiano), war jetzt Fürst von Piombino, und gegen ihn richtete sich die Unzufriedenheit. Sein Bruder Gherardo, Graf von Montagnano, griff den Hilferuf auf, proklamierte sich zum Grafen von Korsika, landete auf der Insel und besetzte Biguglia und San Fiorenzo. Daraufhin verkaufte Tommasino da Campo Fregoso diskret seine Rechte an die Bank von San Giorgio. Kaum hatte jedoch die Bank – mit der Unterstützung des Grafen von Leca – Graf Gherado besiegt, versuchte die Fregoso-Familie, den Verkauf zu leugnen. Ihre Ansprüche wurden vom Grafen von Leca unterstützt, und es kostete die Vertreter der Bank einen harten Kampf, bis der Baron besiegt und nach Sardinien verbannt war. Zweimal kehrte er zurück, und erst 1501 wurde er endgültig aus dem Land ausgewiesen. Erst 1501 waren auch die anderen Barone besiegt, und die Bank konnte ihren Besitz der Insel als sicher erachten.
Die Macht, die die Banca di San Giorgio mit rücksichtsloser Brutalität gewonnen hatte, übte sie mit engstirniger und kurzsichtiger Selbstsüchtigkeit aus. Nur ein Schatten einheimischer Institutionen wurde geduldet, und kein adäquates System der Verwaltung wurde anstelle des abgeschafften eingerichtet. Die Blutfehde oder vendetta schlug in der Abwesenheit einer Justiz gerade zu einer Zeit Wurzeln, als anderswo in Europa der Fortschritt der Zivilisation dem Privatkrieg ein Ende setzte. Die Vertreter der Bank traten diesen ständigen Streitigkeiten keineswegs entgegen, denn sie sahen sie als bestes Mittel, einen allgemeinen Aufstand zu verhindern. Da sie nur mit dem Auspressen von Steuern aus einer widerspenstigen Bevölkerung beschäftigt waren, vernachlässigten sie die Verteidigung der Küste, entlang derer Piraten nach Belieben plünderten. Zu all diesen Nöten kamen im 16. Jahrhundert noch die Pest und verheerende Überschwemmungen, die dafür sorgten, dass das Land noch weiter verarmte und barbarisierte.

## Frühe Neuzeit

### Französische Einmischung

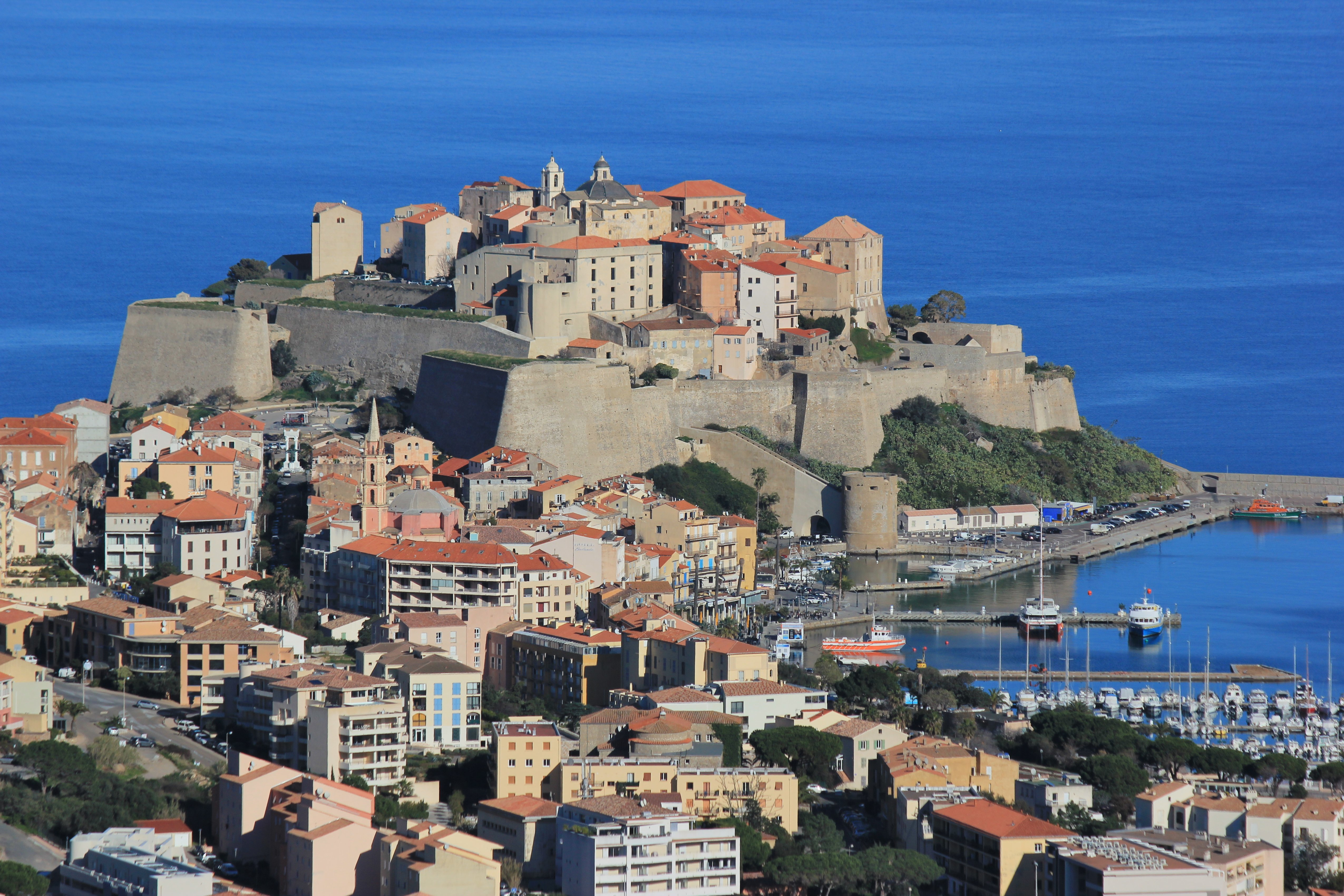
Calvi im Nordwesten der Insel mit seiner Zitadelle wurde dauerhaft von Genua gehalten.

Unter diesen Umständen ersann König Heinrich II. von Frankreich das Projekt, die Insel zu erobern. Von korsischen Söldnern im französischen Dienst, die von dem in Händen der Genueser erlittenen Unrecht verbittert waren, erhielt er alle notwendigen Informationen. Durch einen in Konstantinopel mit Süleyman dem Prächtigen geschlossenen Bündnisvertrag (1. Februar 1553) sicherte er sich die Zusammenarbeit mit der türkischen Flotte unter Targudscha Pascha. Die vereinten Kräfte griffen die Insel im selben Jahr an; die Zitadelle von Bastia fiel beinahe kampflos, und sogleich wurden alle anderen Festungen gleichzeitig belagert. Nach der Kapitulation Bonifacios vor den Türken nach verbissenem Widerstand folgte ein Massaker an der Garnison. Bald hielten die Genueser von allen befestigten Orten nur noch Calvi.
In diesem kritischen Augenblick intervenierte Kaiser Karl V.; eine starke Macht aus Kaisertruppen und Genuesen wurde auf die Insel gebracht, und das Kriegsglück wendete sich. In den folgenden Kämpfen verdiente der spätere korsische Nationalheld Sampiero de Bastelica seine ersten Lorbeeren. Festungen wurden erobert und zurückerobert; drei Jahre lang verübten Franzosen, Deutsche, Spanier, Genuesen und Korsen Gräueltaten und schlachteten sich gegenseitig ab. Das Ergebnis war eine Rückkehr zum status quo ante. 1556 überließ ein Waffenstillstand Korsika, mit Ausnahme von Bastia, den Franzosen, die sich daran machten, eine erträgliche Regierung einzurichten. 1559 wurde Korsika im Frieden von Cateau-Cambrésis wieder der Banco di San Giorgio zugesprochen, von der es umgehend von der Republik Genua übernommen wurde.

### Nach dem Vertrag von Cateau-Cambrésis
Die Genuesen versuchten, eine Steuer zu erheben, die die Korsen ablehnten. In Verletzung des Friedensvertrages, in dem eine universelle Amnestie vereinbart worden war, konfiszierten sie das Eigentum von Sampiero da Bastelica, besser bekannt als Sampiero Corso. Daraufhin stellte sich Sampiero an die Spitze der Nationalbewegung. Die Oberherrschaft der Türken schien er der von Genua vorzuziehen, denn er begab sich mit einem Brief des französischen Königs nach Konstantinopel und bat dort um Hilfe, was Korsika auf den Status einer osmanischen Provinz herabgesetzt hätte. All seine Bemühungen um ausländische Hilfe waren jedoch vergeblich. Er beschloss, alleine zu handeln, und landete im Juni 1564 mit nur fünfzig Anhängern.
Sein Erfolg war zunächst außergewöhnlich, und er stand bald an der Spitze von 8000 Leuten, aber letztlich wurde ein Sieg durch die Disziplinlosigkeit unter den Korsen und durch ständige Fehden verhindert. Für über zwei Jahre wurde ein Krieg geführt, in dem sich beide Seiten nichts schenkten. Aber nach der Ermordung Sampieros 1567 war die Moral der Aufständischen gebrochen. 1568 wurde ein ehrenhafter Frieden einschließlich einer Generalamnestie mit dem Genueser Befehlshabenden Giorgio Dora geschlossen. Sampieros Sohn Alphonse d’Ornano emigrierte mit 300 seiner Freunde nach Frankreich, wo er unter Heinrich IV. zum Marschall aufstieg.
Von dieser Zeit bis 1729 blieb Korsika unter der Regierung Genuas im Frieden. Es war allerdings ein Friede durch Müdigkeit und Verzweiflung, nicht durch Zufriedenheit. Die Einigung von 1568 hatte den Korsen ein großes Maß an Autonomie gewährt; während der folgenden Jahre wurde diese Stück für Stück zurückgenommen, bis sie, entwaffnet und machtlos, von allen Ämtern in der Verwaltung ausgeschlossen waren. Die Genuesen ersetzten das von ihnen zerstörte System auch nicht durch ein effizientes. Wegen des Fehlens eines effektiven Gerichtswesens nahm die vendetta zu; wegen des Fehlens eines effektiven Schutzes war die Küste den Verwüstungen durch Piraten ausgeliefert, sodass die Küstendörfer und -städte aufgegeben wurden und die Einwohner sich in das Landesinnere zurückzogen. Ein großer Teil des fruchtbaren Landes wurde deshalb eine malariaverseuchte Öde.
Zudem war die Bevölkerung 1576 von der Pest dezimiert worden. Emigration setzte sich en masse fort, und ein Versuch, sie durch die Ansiedlung einer griechischen Kolonie 1688 zu stoppen, fügte der Insel nur ein weiteres Element der Uneinigkeit zu. Für die Genuesen war Korsika weiterhin lediglich ein Gebiet, das sie für ihren Profit ausbeuten konnten. Sie monopolisierten den Handel; sie besteuerten bis zu seiner Leistungsfähigkeit und darüber hinaus; sie erschlossen sich mit der Ausgabe von Lizenzen für Feuerwaffen eine Einnahmequelle; und sie vermieden beflissen, in den Brauch der vendetta einzugreifen, der diesen fiskalen Notbehelf so profitabel machte.
1729 erhoben sich die Korsen, empört über eine neue due semi genannte Herdsteuer zur Revolte. Ihre Führer waren Andrea Colonna Ceccaldi und Luigi Giafferi. Wie üblich waren die Genuesen bald auf einige wenige Küstenstädte beschränkt. Aber die Intervention durch Kaiser Karl VI. und die Absendung einer großen deutschen Söldnertruppe kehrte das Blatt um, und 1732 war die Autorität Genuas wiederhergestellt. Zwei Jahre später erhob Giacinto Paoli jedoch abermals die Fahne der Revolte; und 1735 proklamierte eine Versammlung in Corte die Unabhängigkeit Korsikas, setzte eine Verfassung auf und vertraute die Führerschaft Giafferi, Paoli und Geccaldi an. Daraufhin leitete Genua eine Blockade ein und schnitt die Insel von der Außenwelt ab. Obwohl sich die Genuesen wiederum in ihre Festungen zurückziehen mussten, machten ein Mangel an Waffen und Proviant einen entscheidenden Erfolg der Aufständischen zunichte.

### Theodor von Neuhoff

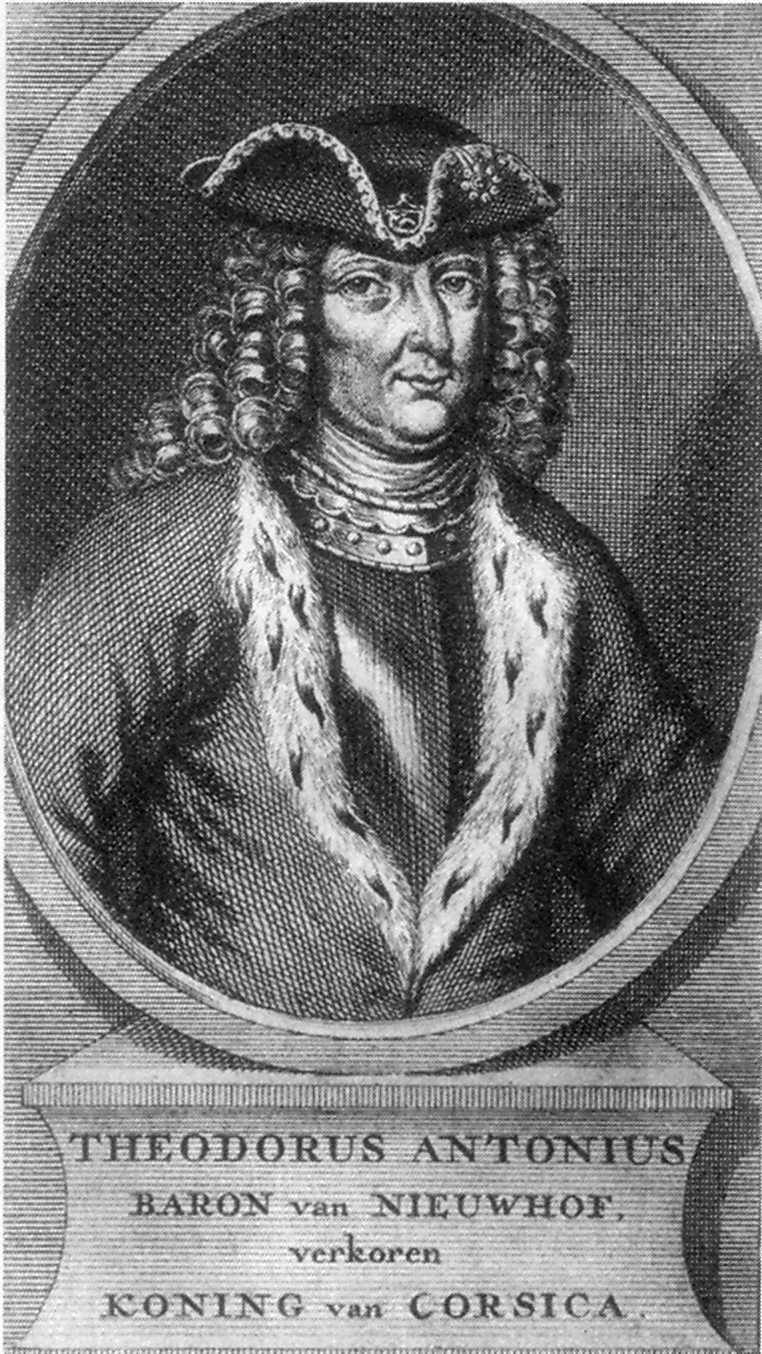
Theodor von Neuhoff (zeitgenössischer Stahlstich)

Als am 12. März 1736 der deutsche Abenteurerbaron Theodor von Neuhoff mit einer Schiffsladung Musketen und Vorräten und der Zusicherung weiterer Hilfe erschien, waren Führer und Volk bereit, seine Hilfe zu seinen Bedingungen zu akzeptieren, nämlich dass er als König von Korsika anerkannt werden solle. Am 15. April proklamierte eine Versammlung des Klerus und der Vertreter der Kommunen in Alésani feierlich Korsika als unabhängiges Königreich unter der Herrschaft Theodors I. und seiner Erben. Die Regentschaft des neuen Königs währte nicht lange. Zwar beleidigte die Opera-Buffa-Manier seiner Ankunft nicht die schlichten Insulaner (er war mit einem scharlachroten Kaftan, türkischen Hosen, einem spanischen Hut und Feder bekleidet und mit einem Krummsäbel gegürtet); sie waren sogar bereit, seine üppige Verleihung von Titeln und seinen Ritterorden della Liberazione ernstzunehmen. Sie schätzten seinen persönlichen Mut. Und die Tatsache, dass die Genueser Regierung ihn als Hochstapler brandmarkte und einen Preis auf seinen Kopf aussetzte, konnte sie in ihrer Zuneigung nur bestärken.
Ganz anders sah es aber aus, als die von ihm zugesagte europäische Hilfe nicht ankam, und mehr noch, als die Regierungen, mit deren Einfluss er geprahlt hatte, sich von ihm distanzierten. Im November hielt er es für ratsam, sich auf den Kontinent zu begeben, vorgeblich auf Suche nach Hilfe; er ließ Giafferi, Paoli und Luca d'Ornano als Regenten zurück. Trotz mehrerer Versuche gelang es ihm nicht, wieder auf die Insel zurückzukehren. Die Korsen, des Kriegs müde, eröffneten Verhandlungen mit Genua. Aber die Weigerung der Genuesen, sie als etwas anderes denn als Rebellen zu behandeln, machte eine gegenseitige Verständigung unmöglich. Schließlich entschied die Republik, Frankreich um Hilfe zu ersuchen, und im Juli 1737 wurde ein Vertrag unterzeichnet, mit dem der französische König sich verpflichtete, Ordnung unter den Korsen herzustellen.

### Erstes Eingreifen Frankreichs
Die Absicht der Franzosen bei ihrer Hilfe war nicht der Erwerb der Insel an sich, sondern die ihnen schon lange bewusste Gefahr zu vermeiden, dass sie in die Hände einer anderen Großmacht fallen könnte, etwa Großbritannien. Die Korsen andererseits, wenn sie auch bereit waren, mit dem französischen König zu einer Einigung zu kommen, weigerten sich, die Herrschaft Genuas anzuerkennen, selbst wenn sie von Frankreich gedeckt wäre. Eine französische Armee unter dem Comte de Boissieux kam im Frühjahr 1738 an, und einige Monate wurde verhandelt.
Die Wirkung der französischen Garantie der korsischen Freiheiten wurde durch die Forderung zunichtegemacht, dass die Insulaner ihre Waffen niederlegen müssten. Boissieux' Versuch, die Entwaffnung durchzusetzen, folgte seine Niederlage gegen die Korsen im Winter 1738/39. Im Februar 1739 starb Boissieux. Sein Nachfolger, der Marquis de Maillebois, kam im März mit großer Verstärkung an. Durch eine Kombination von Strenge und Versöhnung stellte er bald die Ordnung her. Ihre Aufrechterhaltung hing jedoch von der Anwesenheit der französischen Truppen ab, und im Oktober 1740 erforderte der Tod Karls VI. und der Ausbruch des österreichischen Erbfolgekrieges ihren Abzug. Genuesen und Korsen standen wiederum Angesicht zu Angesicht, und der beständige Kampf begann von Neuem.
1743 begab sich „König“ Theodor auf die Insel, unterstützt von einer britischen Schwadron. Als er erkannte, dass er keine Anhängerschaft mehr besaß, reiste er endgültig ab. Die Korsen versammelten sich zu einem Landtag in Casinca und wählten nun Giampietro Gaffori und Alerio Matra zu Generälen und Schützern des Vaterlands (protettori della patria). Sie begannen einen heftigen Angriff auf die Genueser Festungen. Jetzt wurden ihnen durch die Sympathie und aktive Unterstützung der europäischen Mächte geholfen, und 1746 gelang es Graf Domenico Rivarola, einem Korsen in sardischem Dienst, Bastia und San Fiorenzo mit der Hilfe einer britischen Schwadron und sardischen Truppen einzunehmen.
Der sektiererische Geist der Korsen war ihr ärgster Feind. Der britische Befehlshaber befand es als unzweckmäßig, in die Angelegenheiten eines Landes einzuschreiten, dessen Führer Dummköpfe seien. Rivarola, auf sich allein gestellt, war nicht in der Lage, Bastia zu halten, das ein Ort mit Sympathien für Genua war. Trotz dem Zusammenbruch von Genua selbst, das nun in österreichischer Hand war, gelang es dem Genueser Gouverneur, sich auf der Insel zu halten.
Bis zum Zeitpunkt des Friedens von Aachen 1748 war die Situation auf der Insel wieder umgeschlagen. Rivarola und Matra waren verstorben, Gaffori war nominell als Oberhaupt eines Volks zurückgeblieben, das von ständigen Fehden zerrissen war. Auch Genua hatte die Österreicher mit französischer Hilfe vertrieben. Aufgrund eines Berichts, dass der König von Sardinien über einen erneuten Eroberungsversuch nachdachte, hatte eine starke französische Expedition unter Marquis de Cursay auf Ersuchen der Republik Calvi, Bonifacio, Ajaccio und Bastia besetzt.

### Nach dem Frieden von Aachen
Durch die Bedingungen des Friedens von Aachen wurde Korsika erneut Genua zugesprochen, aber die französische Garnison blieb, bis ein Ausgleich zwischen der Republik und den Insulanern erzielt worden sei. In Hinblick auf die schwer zu bändigende Gemütsart der beiden Parteien konnte keine Einigung erzielt werden; aber dank Cursays persönlicher Popularität konnte der Frieden für eine Weile bewahrt werden. Sein Abzug 1752 war jedoch das Signal für einen allgemeinen Aufruhr, und einmal mehr wurde Gaffori von einem Landtag in Orezza zum General und prottetore gewählt. Im Oktober des folgenden Jahrs wurde er Opfer einer Vendetta, und die Nation war wieder führungslos. Sein Platz wurde eine Zeit lang, mit Unterstützung anderer Leutnants von Gaffori, von Clemente Paoli eingenommen. Wegen seines Temperaments war er allerdings ungeeignet, in diesen spannungsvollen Zeiten ein aufrührerisches und ungebändigtes Volk zu führen, und 1755 wurde auf seinen Vorschlag sein Bruder Pasquale eingeladen, aus Neapel zu kommen und das Kommando zu übernehmen.

### Korsische Republik (1755–1769)
Pasquale Paoli wurde im April von einer Versammlung in San Antonio della Casabianca zum General gewählt. Seine erste Aufgabe war die Schaffung einer politischen Ordnung für ein unabhängiges Korsika. Paoli schrieb dafür eine demokratische Verfassung, die von der Antike, der Aufklärung sowie lokalen korsischen Traditionen der Terra di Commune inspiriert war. Sie ist damit die erste moderne Verfassung und Demokratie weltweit, noch vor den USA und Polen.
Paoli ging erfolgreich gegen die konkurrierende Partei vor, die von Emanuele Matra geführt wurde, dem Sohn von Gafforis früherem Bündnispartner. Im Frühling 1756 war dies erledigt, und die Korsen waren in der Lage, eine vereinigte Front gegen die Genuesen zu bilden. In diesem Augenblick intervenierten wieder die Franzosen, da sie von einer vermuteten Verständigung zwischen Paoli und den Briten alarmiert waren. Sie besetzten Calvi, Ajaccio und San Fiorenzo bis 1757, als sie ihre Truppen wegen Kriegen auf dem Kontinent abgezogen.
1758 erneuerte Paoli die Angriffe auf die Genuesen. Er gründete den neuen Hafen Isola Rossa als Zentrum, von da aus konnten die korsischen Schiffe die Handelsschiffe Genuas angreifen. Genua war nun tatsächlich zu schwach, um die Herrschaft über die Insel ernsthaft zu verteidigen. Mit der Ausnahme der Küstenstädte war Korsika unabhängig und die Korsen regierten sich selbst.
Was die Zukunft Korsikas anging, hing alles von der Haltung Frankreichs ab, an das sowohl Paoli als auch Genua Anträge machten. 1764 erschien eine französische Expedition unter dem Comte de Marbeauf und besetzte mit Einverständnis Genuas drei der Genueser Festungen. Obwohl die Genueser Souveränität ausdrücklich in der Vereinbarung anerkannt wurde, mit der diese Aktion bewilligt war, kam sie in der Realität nicht zustande. Franzosen und Korsen blieben im Einvernehmen, und die Einwohner der nominell genuesischen Städte schickten tatsächlich Repräsentanten in das nationale Parlament, die consulta. Der Höhepunkt kam Anfang 1767, als die Korsen die Genueser Insel Capraja eroberten und Ajaccio und andere Orte besetzten. Die Orte waren von den Franzosen aus Protest gegen das Asyl geräumt worden, das den aus Frankreich verbannten Jesuiten hier gegeben wurde. Genua erkannte jetzt, dass es in dem langen Streit den Kürzeren gezogen hatte, und am 15. Mai 1768 unterzeichnete es einen Vertrag, mit dem die Suzeränität über die Insel Frankreich für 2 Millionen Lire überlassen wurde.
Die Korsen, die zur Unabhängigkeit entschlossen waren, standen nun einem gewaltigeren Feind als der altersschwachen Republik Genua gegenüber. Ein Teil des Volks war für Unterwerfung, aber Paoli selbst sprach sich für Widerstand aus. Unter denen, die ihn in der zur Diskussion dieser Frage einberufenen consulta unterstützten, war sein Sekretär Carlo Buonaparte, Vater von Napoleon Bonaparte, dem zukünftigen französischen Kaiser.
Paoli klagte, dass die Korsen „verkauft seien wie eine Hammelherde auf dem Markte“.
Angesichts des Ausbleibens der erhofften Hilfe von Großbritannien stand der Ausgang des Kriegs nicht in Frage; und obwohl die Franzosen kein leichtes Spiel hatten, waren sie gegen Sommer 1769 Herren der Insel. Am 8. Mai 1769 besiegten die Franzosen bei Ponte Nuovo die an Zahl und Waffen überlegenen Korsen. Damit wurde die Insel politisch von Frankreich abhängig. Am 16. Juni schifften Pasquale und Clemente Paoli zusammen mit rund 400 ihrer Anhänger auf einem britischen Schiff nach Livorno ein. Am 15. September 1770 wurde eine Generalversammlung der Korsen einberufen, und die Abgeordneten schworen König Ludwig XV. Treue.

### Korsika unter französischer Herrschaft
Zwanzig Jahre lang blieb Korsika in Abhängigkeit von der französischen Krone, wenn es auch viele seiner alten Institutionen bewahrte. Dann kam die Französische Revolution, und die Insel wurde entsprechend dem neuen Verwaltungsmodell als separates Département in Frankreich eingegliedert. Paoli, der auf Antrag Mirabeaus von der Nationalversammlung aus dem Exil zurückgerufen wurde, wurde bei seinem Besuch in Paris von der Nationalversammlung und vom Jakobinerklub als Held und Märtyrer der Freiheit bejubelt. 1790 kehrte er nach Korsika zurück und wurde dort mit Beifall empfangen und als Vater des Landes gefeiert.
Für die neue Ordnung auf der Insel hatte er wenig Sympathie. In den Städten waren Zweigstellen des Jakobinerklubs eröffnet worden, und diese neigten dazu, die Funktionen der regulären Regierungsorgane zu usurpieren und ein neues Element des Streits in das Land einzuführen, an dessen Einigung Paoli gearbeitet hatte. Zweifel an seiner Loyalität zu den revolutionären Prinzipien waren schon 1790 von Bartolomeo Arena, einem korsischen Abgeordneten und begeistertem Jakobiner, in Paris verbreitet worden. Doch nach dem Sturz der Monarchie 1792 ernannte ihn die französische Regierung in ihrer Sorge, Korsika zu sichern, übereilt zum Generalleutnant der Truppen und Gouverneur (capo comandante) der Insel.
Paoli nahm das Amt an, das er zwei Jahre zuvor aus den Händen Ludwigs XVI. abgelehnt hatte. Für die Menschen und Methoden der Terrorherrschaft hatte er keinerlei Sympathie. Als er verdächtigt wurde, der Expedition gegen Sardinien 1793 Steine in den Weg gelegt zu haben, wurde er mit dem Generalprokurator Pozzo di Borgo vor das Gericht des Nationalkonvents geladen. Paoli forderte nun offen den Konvent heraus, indem er die Repräsentanten der Kommunen zum Landtag in Corte am 27. Mai einberief. Auf die Proteste Salicetis, der an der Versammlung teilnahm, antwortete er, dass er nicht gegen Frankreich rebelliere, sondern gegen die herrschende Partei, deren Aktionen die Mehrheit der Franzosen missbillige. Saliceti eilte daraufhin nach Paris, und auf seinen Antrag wurden Paoli und seine Sympathisanten vom Konvent als vogelfrei erklärt (26. Juni).

### Für die Eigenständigkeit Korsikas – mit Großbritannien gegen Frankreich
Paoli hatte sich bereits entschlossen, die Fahne der Revolte gegen Frankreich zu erheben. Aber obwohl die consulta ihn in Corte zum Präsidenten wählte, war die korsische Meinung keineswegs einheitlich. Napoléon Bonaparte, den Paoli für seine Ansichten hatte gewinnen wollen, wies die Idee eines Bruchs mit Frankreich empört zurück. Von da an rangierten die Bonapartes unter seinen Feinden. Paoli ersuchte nun die britische Regierung um Unterstützung und erreichte die Absendung einer beträchtlichen Truppe. Bis zum Sommer 1794 wurde nach schweren Kämpfen die Insel unterworfen, und im Juni bot die korsische Versammlung die Herrschaft formell König Georg III. an.
Die britische Besatzung dauerte zwei Jahre, während deren die Insel von Sir Gilbert Elliot verwaltet wurde. Paoli, dessen Anwesenheit als unzweckmäßig betrachtet wurde, war zur Rückkehr nach England aufgefordert, wo er bis zu seinem Tod blieb. 1796 schickte Bonaparte nach seinem siegreichen Italienfeldzug eine Expedition nach Korsika. Die Briten waren der etwas undankbaren Aufgabe müde und leisteten nicht viel Widerstand. Im Oktober war die Insel wieder in französischen Händen. 1814 wurde sie noch einmal für kurze Zeit von Großbritannien besetzt, aber im Abkommen von 1815 wurde sie an die französische Krone zurückgegeben. Seitdem ist ihre Geschichte ein Teil der Geschichte Frankreichs.

## 19. und 20. Jahrhundert

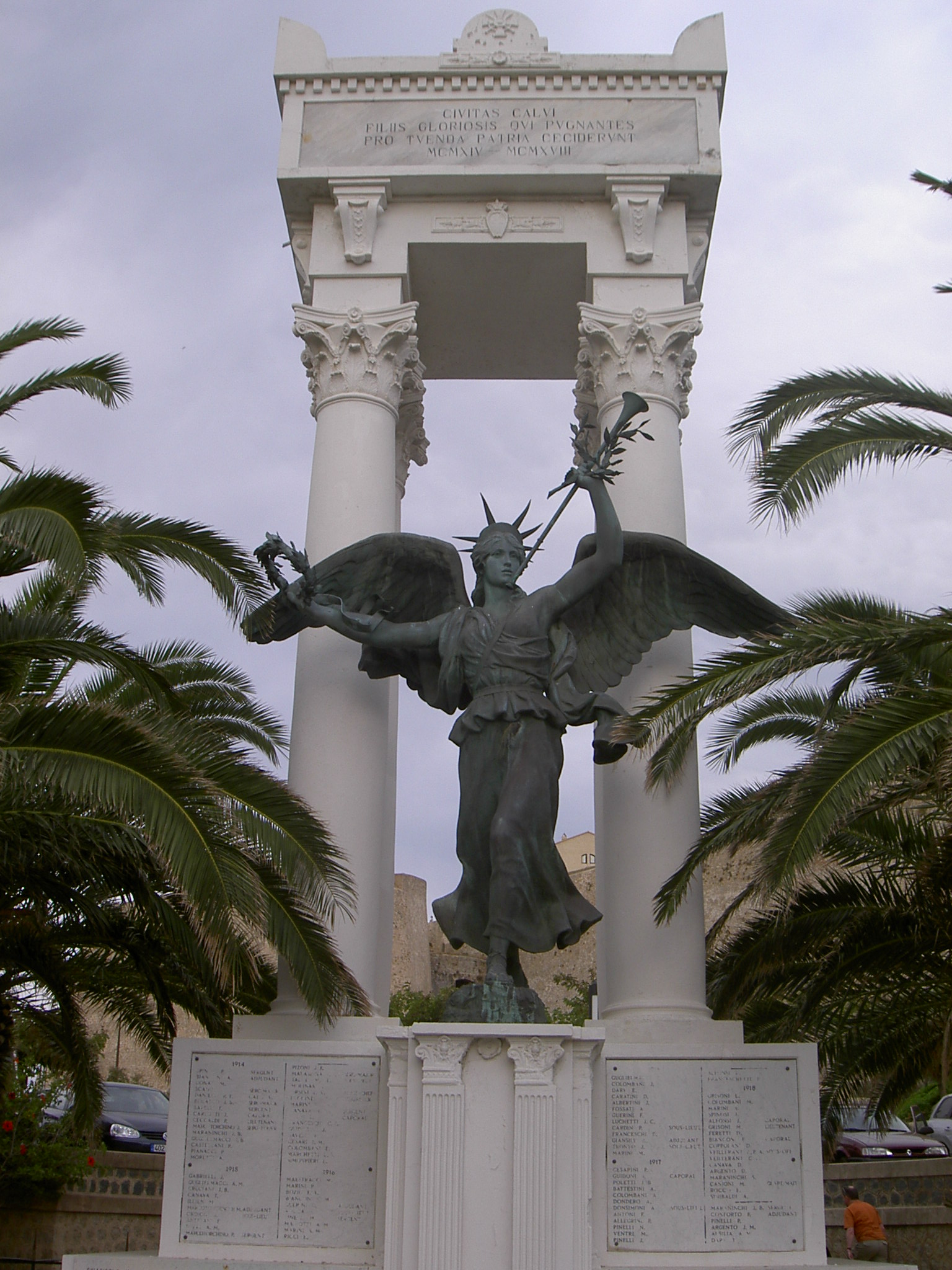
Denkmal für die korsischen Gefallenen des Ersten Weltkriegs, Calvi

Mit Einführung der Schulpflicht loi Ferry (1882), dem Bau der Eisenbahn (1888–1894) und anderen administrativen Maßnahmen verfestigte sich die französische Herrschaft über die Insel, das Französische begann durch den stärkeren Einfluss von Schule und Verwaltung das Korsische (corsu) zu verdrängen. Gleichzeitig drängte die bittere Armut in vielen Dörfern viele Korsen zur Auswanderung, die Emigrationswelle erreichte um das Jahr 1900 ihren Höhepunkt. In Marseille entwickelte sich das Viertel Quartier du Panier neben dem Alten Hafen (Vieux-Port) zum Zentrum der korsischen Diaspora, wo Sprache und Kultur der Insel weiter gepflegt wurden und die Familienbande der Dörfer bestehen blieben. Im Ersten Weltkrieg kämpften die Korsen auf der Seite Frankreichs, 14.000 korsische Soldaten fielen in französischem Waffendienst. Nach dem Weltkrieg gab es keinen Aufbau, da auch zuvor keine Industrie vorhanden war. Während der Zwischenkriegszeit entwickelte sich in Marseille das Netzwerk der korsischen Mafia, deren Vertreter im Waffen- und Drogenhandel tätig waren, aber auch einen beträchtlichen Einfluss in der lokalen Politik ausübten, indem sie sich verschiedenen politischen Gruppierungen als bewaffneter Arm andienten. Diese Aktivitäten erreichten in den 1930er Jahren ihren Höhepunkt, blieben aber auch nach dem Zweiten Weltkrieg in anderer Form bestehen, in den 1950er und 1960er nahmen diese Netzwerke Einfluss auf die nationale Politik Frankreichs. Gleichzeitig profitierten Korsen in vielen Funktionen von der Ausdehnung des Französischen Kolonialreichs, einerseits als Soldaten und Kolonialbeamte, andererseits auch, indem sie in den Kolonien als Händler und Geschäftsleute tätig wurden. Auch in Französisch-Algerien als wichtigster Siedlungskolonie des empire français ließen sich viele Korsen nieder.
Als Antwort auf die Vereinnahmungsversuche des faschistischen Italien unter Mussolini, der Korsika 1936 zum integralen Bestandteil Italiens erklärt hatte, definierten korsische Schriftsteller und Intellektuelle in den 1930er und 1940er Jahren das Korsische erstmals als eigenständige Sprache und nicht wie bis dahin üblich als italienischen Dialekt und definierten ihre Identität als korsisch, nicht als italienisch. Einen Ausdruck erhielt diese Einstellung durch den Eid von Bastia 1938, durch den die Korsen ihre Zugehörigkeit zu Frankreich beschworen und italienische „Befreiungs“-Bestrebungen ablehnten. Während des Zweiten Weltkriegs wurde Korsika am 11. November 1942 als Reaktion auf die Landung alliierter Truppen in Nordafrika wie die gesamte Zone libre, der vom Vichy-Regime beherrschte Bereich im Süden Frankreichs, am 11. November 1942 zunächst von etwa 80.000 italienischen, ab Juni 1943 auch von etwa 14.000 deutschen Soldaten besetzt. Verbände des Freien Frankreichs (FFL) begannen daher im April 1943 mit der Bewaffnung der Inselbevölkerung, die als Partisanen gegen die Besatzer kämpften. Die italienischen Truppen wechselten nach dem Sturz Mussolinis und dem Waffenstillstand von Cassibile mit den Alliierten am 8. September 1943 die Seiten und am selben Tag landeten Verbände unter dem Kommando von General Henri Giraud auf der Insel. Am 8. September begann sich auch die 90. Panzergrenadier-Division der Wehrmacht von Sardinien nach Bonifacio auf Korsika abzusetzen. Am 12. September 1943 befahl Hitler die Evakuierung von Korsika. Die deutschen Truppen, neben der 90. Panzergrenadier-Division befand sich noch die SS-Sturmbrigade Reichsführer-SS auf Korsika, zogen sich nach Bastia zurück und bildeten dort einen umkämpften Brückenkopf, von dem man schließlich nach Italien übersetzte. Die korsischen Partisanen und die Soldaten der FFL befreiten bis zum 5. Oktober 1943 gemeinsam die Insel, die damit nach Algier, Oran und Constantine das vierte von den Besatzern befreite französische Département war. Damit war die Befreiung vom Süden her an das Festland Frankreichs herangerückt. Die Erinnerung an die eigene Rolle in der Résistance ist auf Korsika noch lebendig.
Nach 1945 konnte die arme und unterentwickelte Insel in bescheidenem Maße vom französischen Wirtschaftswunder Trente glorieuses profitieren, was aber auch die Einwanderung von Festlandfranzosen verstärkte, während gleichzeitig Korsen die Insel verließen, um auf dem Festland zu arbeiten. Das drohende Ende des französischen Kolonialreichs in den 1950er Jahren führte bei vielen Korsen zu wirtschaftlichen Ängsten, so dass auf der Insel im Gegensatz zu anderen Regionen Frankreichs dem Putsch d’Alger gegen die Unabhängigkeit Algeriens im Mai 1958 Sympathien entgegengebracht wurden. Die putschenden Militärs planten ihren Aufstand mit der Opération Résurrection auf die Insel auszuweiten; Korsika wurde anschließend ein Zentrum des Gaullismus. Die in Charles de Gaulle gesetzten Hoffnungen wurden aber insofern nicht erfüllt, als er nach seiner Rückkehr und der Gründung der Fünften Republik mit Unterstützung der großen Mehrheit der Franzosen in ein Ende des Algerienkrieges und die Unabhängigkeit Algeriens einwilligte. In den Jahren nach der Unabhängigkeit 1962 wurden 17.000 aus Algerien vertriebene und geflohene Franzosen (Pieds-noirs) mit finanziellen Hilfen gezielt vor allem entlang der Ostküste angesiedelt, so dass die Korsen befürchteten, zur Minderheit auf der eigenen Insel zu werden. Gleichzeitig wurde die korsische Sprache durch ihre Verbannung aus Schule und öffentlichem Leben immer weiter zurückgedrängt.
Die zunehmende Angst um die eigene Identität brachte einen großen Aufschwung für die nationalistische Bewegung, die sich zunächst gegen die tatsächliche oder vermeintliche Bevorzugung der Pieds-noirs gegenüber den alteingesessenen Bewohnern der Insel sowie gegen den zunehmenden Tourismus wandte, der zumeist in den Händen von Festlandfranzosen war. Ab 1964, verstärkt ab 1968, kam es zu Angriffen auf Eigentum von Pieds-noirs. In den frühen 1970er Jahren gründeten sich mehrere politische Parteien als „legalistischer“ Flügel der regionalistischen Bewegung. Eine von ihnen, der Front régionaliste corse, gab 1971 das Buch Main basse sur une île heraus, in dem die ökonomische Situation der Insel mit der einer Kolonie verglichen wurde und ein „korsischer Sozialismus“ gefordert wurde. Initiativen zur Erhaltung und Wiederbelebung der korsischen Sprache und Kultur entstanden im Rahmen der Bewegung des Riacquistu („Wiederaneignung“) und schufen ein neues Bewusstsein für die korsische kulturelle Identität.
In Verbindung mit den wirtschaftlichen Schwierigkeiten radikalisierte sich die nationalistische Bewegung ab Mitte der 1970er Jahre. Als Fanal der Unabhängigkeitsbewegung gilt die Besetzung des Weinguts eines Pied-noir-Winzers in der Nähe von Aléria am 22. August 1975, angeführt von Edmond Simeoni. Die Besetzer waren mit Jagdgewehren bewaffnet. Ihre Aktion wurde durch einen Einsatz der Compagnies Républicaines de Sécurité gewaltsam beendet, wobei zwei Polizisten starben und ein Besetzer schwer verletzt wurde.
Eine weitere Forderung war die (Wieder-)Eröffnung der korsischen Universität, die ab 1765 unter Pasquale Paoli gegründet worden war und bis zur Niederlage in der Schlacht bei Ponte Novu 1769 Bestand hatte. Diese wurde 1981 wieder eingerichtet. Es kam zwar in der Folge zu einigen Dezentralisierungsmaßnahmen wie der Gründung der Collectivité régionale mit einem gewählten Regionalparlament im Jahr 1982, die französische Regierung lehnte aber Forderungen nach Zweisprachigkeit, Autonomie oder gar Unabhängigkeit ab. Es bestanden Befürchtungen einer Bedrohung der Einheit Frankreichs. Einige Unterstützer der korsischen Unabhängigkeit, insbesondere die am 5. Mai 1976 gegründete FLNC, versuchten durch Bombenanschläge und Mord die Regierung zur Gewährung der Unabhängigkeit zu zwingen.
Gleichzeitig wuchs in diesen Jahren der Tourismus an, da Korsika aufgrund seiner unberührten Naturlandschaften besonders bei Festlandfranzosen, Italienern und Deutschen beliebter wurde; die touristische Erschließung und der Bau von Zweitwohnungen stießen aber auf – teils auch gewaltsame – Ablehnung durch die Nationalisten. In den 1990ern eskalierte die Gewalt auf Korsika, als sich auch verschiedene bewaffnete Gruppierungen gegenseitig bekämpften und dazu die mafiösen Organisationen auf der Insel selbst Einfluss zu gewinnen versuchten. Im Februar 1998 wurde der Präfekt der Insel, Claude Erignac, in Ajaccio ermordet: Die Tat schreckte die französische Öffentlichkeit auf, da der Eindruck entstand, der französische Staat habe die Kontrolle über die Situation auf Korsika verloren.

## 21. Jahrhundert
Im Jahr 2000 stimmte der damalige Ministerpräsident Lionel Jospin im Rahmen des Prozesses von Matignon einer größeren Autonomie Korsikas im Tausch gegen ein Ende der Gewalt zu. Dem stand die gaullistische Opposition in der französischen Nationalversammlung entgegen, die befürchtete, dass andere Regionen (Bretagne, Baskenland oder Elsass) ebenfalls Autonomie fordern könnten und dies in einer Aufspaltung Frankreichs endet. Die vorgeschlagene Autonomie für Korsika schloss einen größeren Schutz des Korsischen als zentralem Identifikationspunkt der Inselbevölkerung ein. Frankreich lehnt jedoch traditionell den Gebrauch regionaler Sprachen oder Minderheitensprachen ab, da das Vorherrschen der französischen Sprache als Absicherung für die Existenz des französischen Staates angesehen wird. Am 6. Juli 2003 stimmten bei einem Referendum knapp 51 % der Korsen gegen den Prozess von Matignon. Obwohl es keinen politisch bindenden Charakter hatte, respektierte die französische Regierung das Votum und stoppte die weitere Umsetzung des Vorhabens. Das Scheitern wurde vor allem Jospin angelastet; er habe durch die Verhandlungen mit Vertretern der Unabhängigkeitsbewegung die von Teilen derselben ausgeübte Gewalt legitimiert. Die Forderung nach Unabhängigkeit hatte auch zu keinem Zeitpunkt die Mehrheit der Inselbewohner hinter sich.
Bewaffnete Gruppierungen sind weitgehend inaktiv, aber haben in den letzten Jahren nach der Krise der 2000er Jahre wieder verstärkt Zulauf gefunden. Auch aus Enttäuschung über die Korruption in der etablierten Politik. Im März 2014 gewann Gilles Simeoni, Sohn von Edmond Simeoni, die Stadtwahlen in Bastia gegen die seit zwei Generationen dominierende Familie Zuccarelli, was als ein Aufleben des korsischen Nationalismus gewertet wurde. Nachdem die FLNC am 25. Juni 2014 erklärt hatte, die Waffen niederlegen zu wollen, gewann bei den Regionalwahlen im November 2015 das Bündnis gemäßigter (für eine Autonomie) und radikaler Nationalisten (für die Unabhängigkeit) die Mehrheit im Regionalparlament, der Assemblée de Corse, was zur Entmachtung der dominierenden Familie Giacobbi führte. Bei den Parlamentswahlen im Juni 2017 gewannen die Nationalisten drei von vier Mandaten.

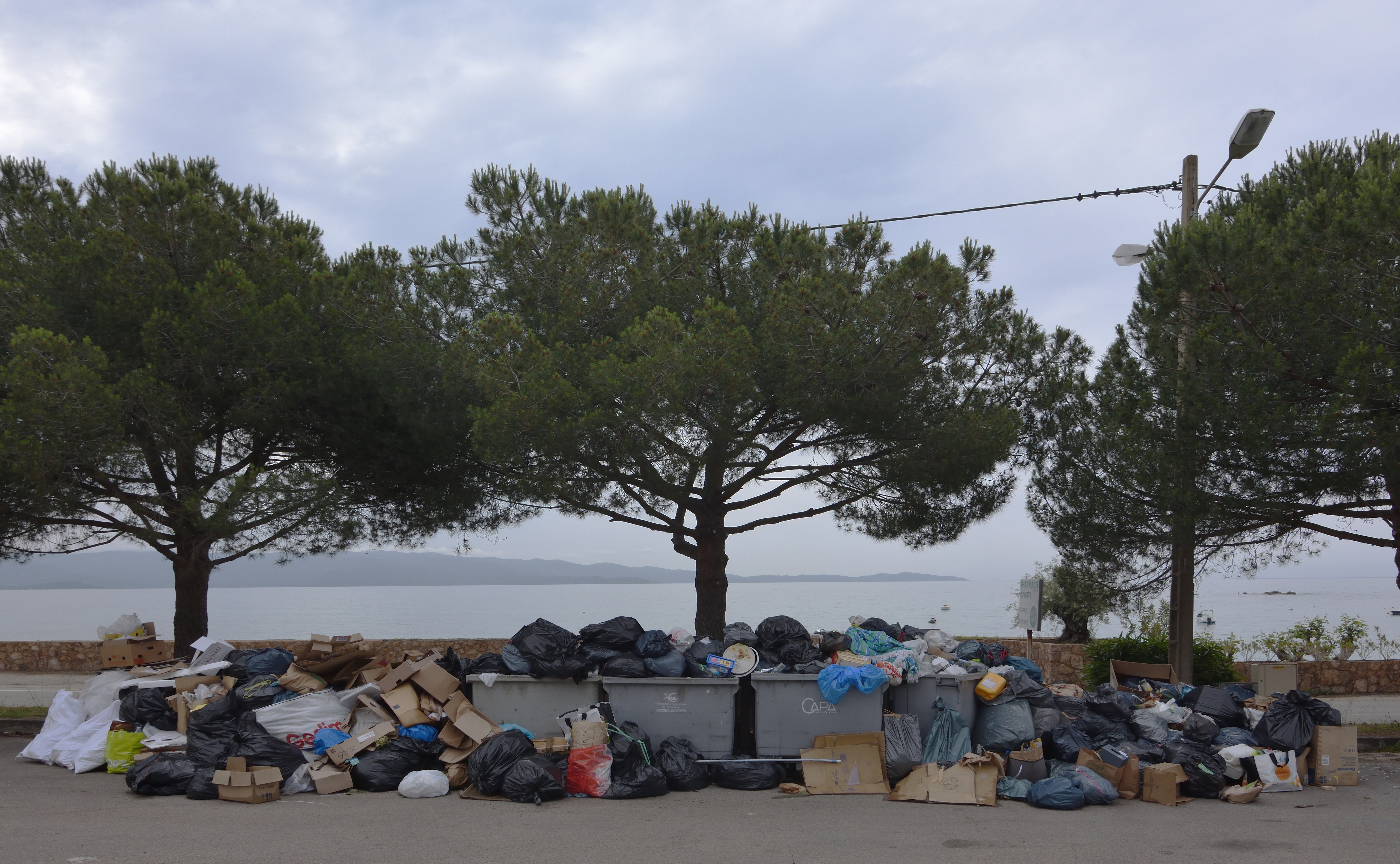
Müllhaufen am Strandboulevard in Ajaccio, Anfang Mai 2018

Die Region wurde 2017 von Waldbränden heimgesucht.
Im April und Mai 2018 litt die Insel unter einer Müllkrise. In den Vorjahren war das Müllaufkommen stark angewachsen, ohne dass geeignete administrative Maßnahmen getroffen worden waren. Mitte April drohten die zwei größten Deponien überzulaufen. Die Gemeinden, auf deren Gebiet sich diese Deponien befinden, verweigerten die Annahme von weiterem Müll und sperrten die Tore der Deponien. In den folgenden Wochen häuften sich Müllberge an den Straßen, und sie wurden vereinzelt in Brand gesetzt. Eine vorläufige Besserung, aber keine grundlegende Lösung ergab sich, als die beiden Deponien am 9. Mai 2018 die Tore wieder öffneten.